# Emilia praetermissa
Emilia praetermissa là một loài thực vật có hoa trong họ Cúc. Loài này được Milne-Redh. mô tả khoa học đầu tiên năm 1951.